# Tågskål
Tågskål (Myriosclerotinia juncifida) är en svampart som först beskrevs av William Nylander och fick sitt nu gällande namn av J.T. Palmer 1969. Tågskål ingår i släktet Myriosclerotinia och familjen Sclerotiniaceae.  Arten är reproducerande i Sverige. Inga underarter finns listade i Catalogue of Life.